# Slatina (Chorvatsko)
Slatina (mezi lety 1921 a 1991 Podravska Slatina, maďarsky Szalatnok) je město v Chorvatsku ve Viroviticko-podrávské župě. Nachází se asi 29 km jihovýchodně od Virovitice, 96 km severozápadně od Osijeku a asi 184 km jihovýchodně od Záhřebu. V roce 2021 žilo ve Slatině 8 717 obyvatel, v celé opčině pak 11 524 obyvatel.
Slatina je druhé největší město Viroviticko-podrávské župy, rozkládá se na úpatí nízkého pohoří Bilogora. Ačkoliv je Slatina blízko maďarských hranic, nejbližší hraniční přechod se nachází až 44 km daleko u města Donji Miholjac. Obchvat města tvoří státní silnice D2, přímo přes město procházejí státní silnice D34 a D69 a župní silnice Ž4025, Ž4028 a Ž4296. Mezi významné stavby patří zámek rodu Draškovićů a čtyři kostely: svatého Petra a Pavla, blahoslaveného Ivana Merze, svatého Josefa a evangelicko-luteránský kostel.

## Historie

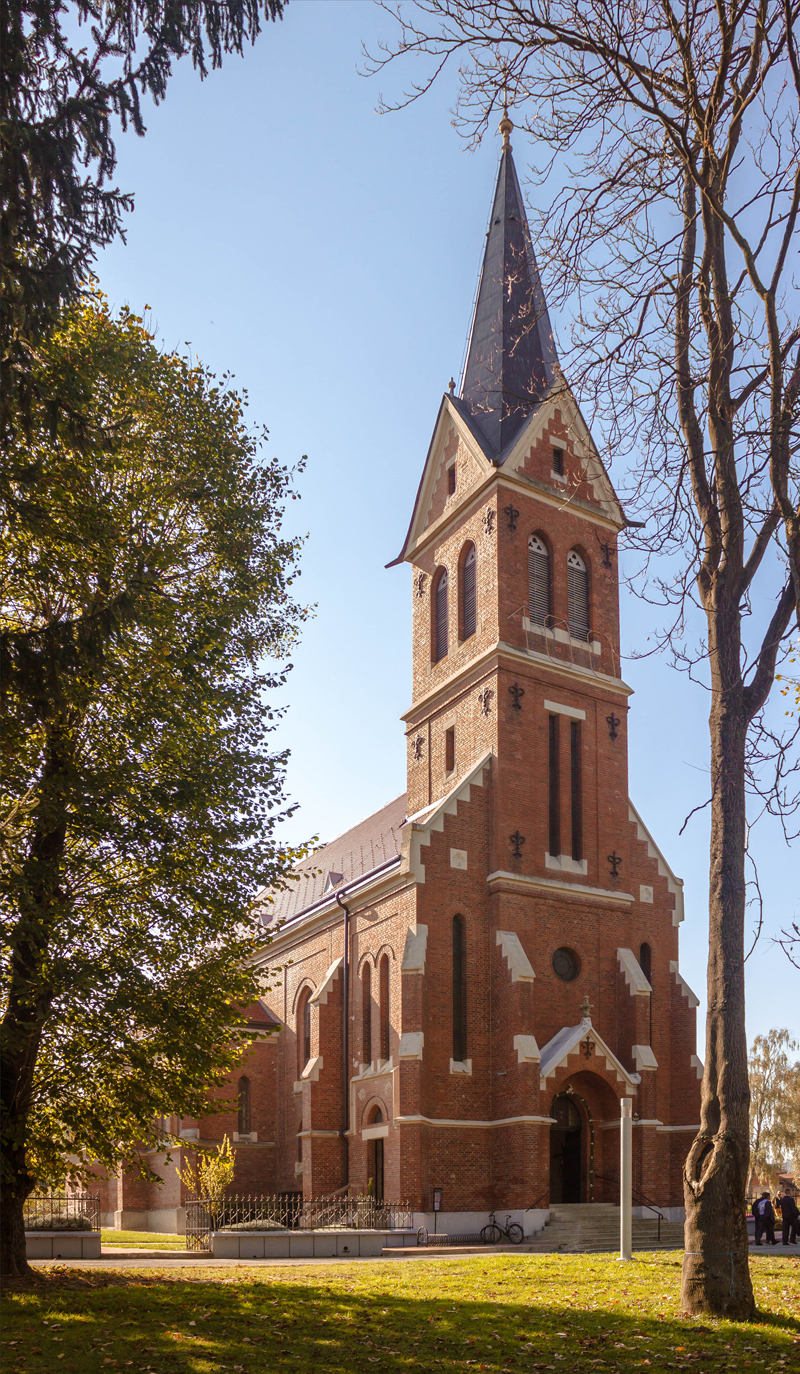
Kostel svatého Josefa ve Slatině

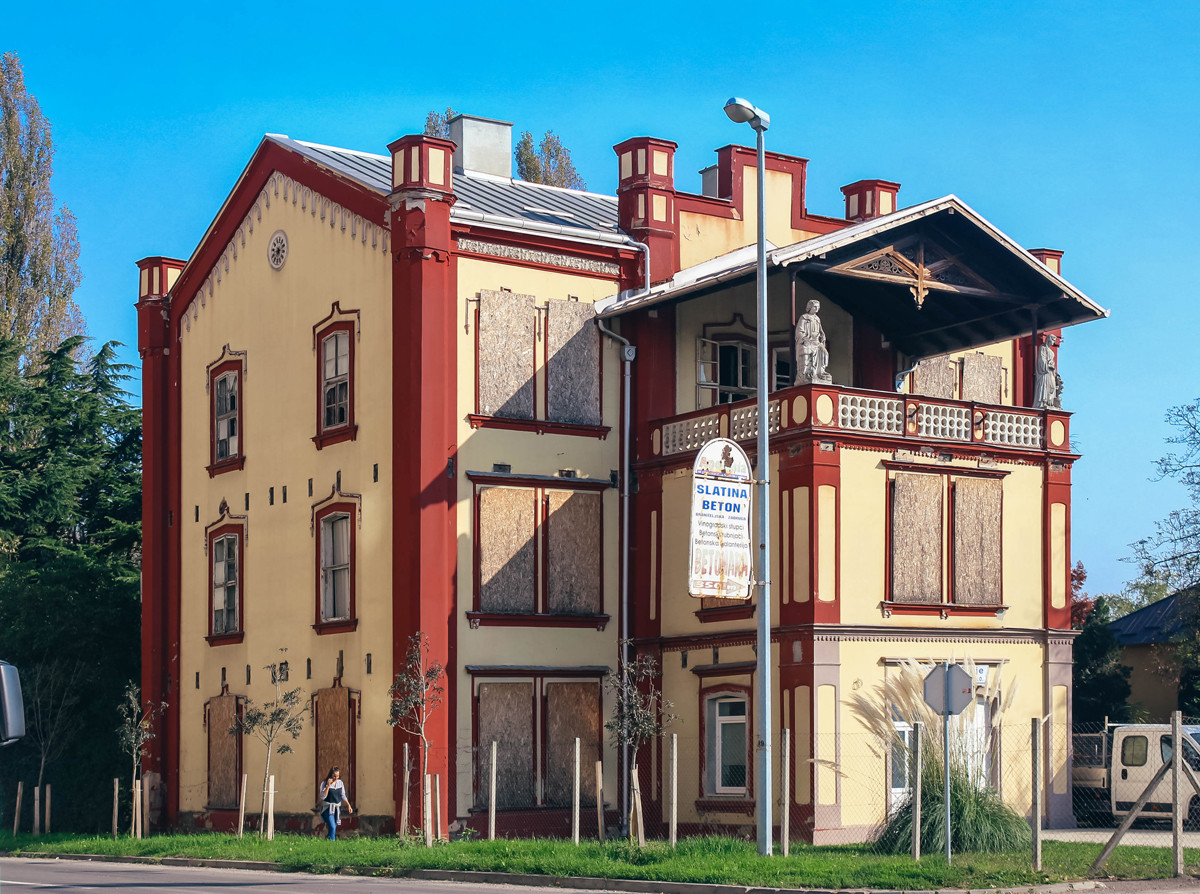
Zámek hraběte Jana Draškoviće z Trakošćanu

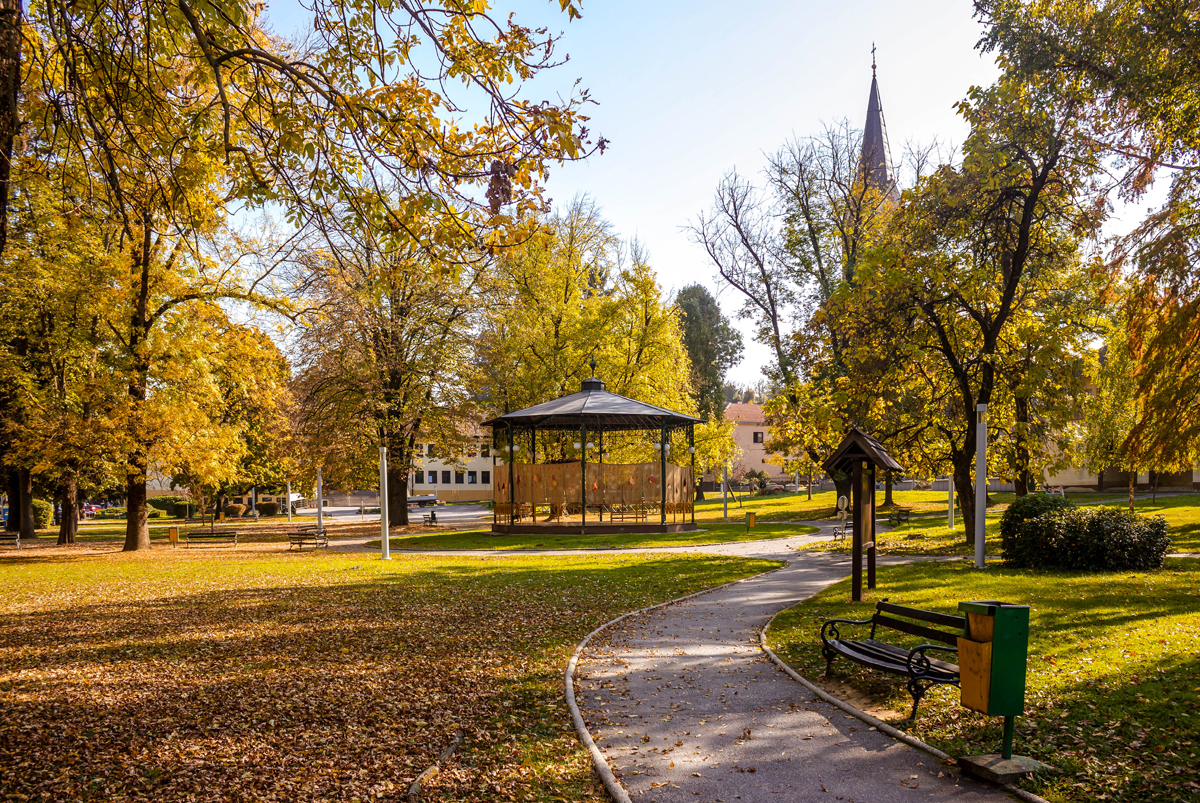
Městský park ve Slatině

Oblast kolem města byla osídlena již v době pravěku, což dokazují nálezy v archeologické oblasti Veliko Polje – Potočani, nacházející se východně od města. Podle Peutingerovy mapy zde v 3. století stálo římské město Marinianis. Mezi lety 1941 a 1942 byly na nedalekém vrcholu Gudinac odkryty antické hrobky z římského období, rovněž bylo objeveno velké množství mincí. V okolí města je rovněž velké množství nálezů ze středověku, podle kterých je pravděpodobné, že na místě dnešní Slatiny bylo několik osad, které postupně splynuly. Mezi nálezy patří úlomky středověkých dlaždic a keramiky, v roce 2009 byly v lokalitě Turbina na severozápadě města při výstavbě sportovně rekreačního centra nalezeny základy domů z 10. až 12. století.
Město bylo poprvé písemně zmíněno dne 1. září 1297 záhřebským biskupem Michalem Bői pod názvem Zalathnuk. Tehdy bylo součástí bývalé diecéze Vaška, jejímž centrem byla stejnojmenná vesnice, dnes součást sousední opčiny Sopje. V roce 1334 byl v papežském dekretu zmíněn středověký farní kostel zasvěcený Všem svatým, který stával v místě dnešního městského parku. Podle dobových záznamů zde byly tři oltáře, zasvěcené svatému Jiří, Panně Marii a svaté Kateřině Alexandrijské, a dvě kaple zasvěcené svaté Heleně a Panně Marii. V té době byla Slatina součástí panství Križevci a měla jako majetek biskupství trhové právo. Od roku 1403 byla Slatina společně s Vaškou a Voćinem povýšena na tržní město. Na kopci nad potokem Javorica se nacházel malý stejnojmenný hrad. Z města pocházel šlechtický rod Szalatnokyů.
V 16. století na město a okolní vesnice silně dopadaly útoky Turků. V roce 1544 byla Slatina dobyta, malé množství obyvatel, které zůstalo, konvertovalo k islámu, zatímco ostatní za velmi obtížných podmínek uprchli do bažin kolem řeky Drávy. Pod tureckou nadvládou trvající 140 let se město stalo součástí sandžaku Požega, byly zde postaveny dvě mešity, hrad obsadilo asi dvě stě tureckých strážců. I nadále v okolí města probíhaly boje mezi křesťanskými a islámskými jednotkami. Město bylo osvobozeno až v roce 1684, kdy se odehrála bitva u Turbinského lesa, při níž početnější křesťanské armády donutily Turky kapitulovat. Město po bojích leželo v troskách, hrad byl zničen a zbyla pouze věž farního kostela.
V 18. století byla ve městě zavedena dočasná vojenská správa, Slatina se stala součástí panství Virovitica. Obyvatelstvo se zabývalo zejména chovem dobytka a zemědělstvím. Od roku 1750, kdy koupil panství šlechtic Marek Pejačević, se o rychlý rozvoj města zasloužily šlechtické rody Našických a Pejačevićů. V roce 1808 znovu město obdrželo tržní právo, v roce 1822 byla ve vesnici Sladojevci postavena první škola. Další rozvoj proběhl po roce 1841, kdy panství koupil německý kníže ze Schaumburg-Lippe. V centru města byl vysazen park exotických dřevin, bylo zde vybudováno vinařství, mnoho vinic a palírna. Na území panství nechal kníže přistěhovat Maďary, Němce a Slováky, aby město obohatili svou kulturou. Byly otevřeny i první řemeslné dílny a průmyslové závody. V roce 1863 byl otevřen parní mlýn, v roce 1885 byla postavena pila, v roce 1890 zahájila u nádraží provoz cihelna. Od roku 1912 bylo ve Slatině vyráběno šumivé víno, které získalo několik ocenění na výstavách v Záhřebu a Budapešti. Rozvoj zažila též doprava, v roce 1885 byla postavena železniční trať do Suhopolje, v roce 1895 trať mezi Našicemi, Slatinou a vesnicí Noskovci. V roce 1858 vznikla ve Slatině židovská obec, v roce 1870 byla otevřena budova okresního úřadu, v roce 1884 byla postavena synagoga, v roce 1897 luteránský kostel.
V roce 1910 žilo ve Slatině celkem 3 785 obyvatel, z nichž 40 % tvořili Chorvati, po 23 % Maďaři a Srbové, 10 % tvořili Němci. V roce 1914 koupil panství hrabě Jan Drašković z Trakošćanu. Město bylo v té době správním, hospodářským a kulturním centrem tohoto regionu se zvláště rozvinutým chovem koní, vinařstvím, divokými lesy a velkými jarmarky, počet obyvatel rychle rostl. V roce 1921 se změnil oficiální název na Podravska Slatina. V roce 1992 získala Slatina znovu své původní jméno a status města. Během války v Jugoslávii bylo město po celou dobu v rukou Chorvatů a nikdy se nestalo cílem srbských útoků.

## Obyvatelstvo
V roce 2011 tvořili většinu obyvatelstva (88,35 %) Chorvati, žila zde ale také významná srbská menšina (9,16 %). V roce 1991 tvořili Srbové mnohem větší podíl (37,4 %), s převažujícím srbským obyvatelstvem byly vesnice Lukavac a Medinci, naopak chorvatské obyvatelstvo převažovalo ve vesnicích Golenić, Ivanbrijeg, Novi Senkovac, Radosavci, Sladojevački Lug a Sladojevci, v ostatních byly počty Chorvatů a Srbů poměrně vyrovnané. Ve městě se rovněž 46 lidí (0,34 %) přihlásilo k albánské národnosti, 28 lidí (0,2 %) k maďarské národnosti, 24 lidí (0,18 %) k černohorské národnosti a 15 lidí (0,11 %) k bosňácké národnosti.
Z náboženství ve městě převažuje katolické křesťanství, které vyznává 85,08 % obyvatelstva. 9,12 % obyvatel vyznává pravoslavné křesťanství, devatenáct lidí (0,14 %) se hlásí k protestantským církvím, 98 obyvatel (0,72 %) k ostatním křesťanským církvím. Čtyřicet lidí (0,29 %) vyznává islám, 53 lidí (0,39 %) se řadí mezi agnostiky a skeptiky, 297 obyvatel (2,17 %) patří mezi ateisty a 227 lidí (1,67 %) se ke své víře nevyjádřilo.

## Administrativní dělení
K opčině města Slatina náleží celkem patnáct sídel, z toho čtrnáct vesnic a jedno město (Slatina). Do roku 1981 byla součástí opčiny vesnice Slatinski Lipovac, která byla připojena ke katastrálnímu území města. Vesnice Markovo vznikla v roce 2001 oddělením od vesnice Medinci.
- Bakić – 427 obyvatel
- Bistrica – 118 obyvatel
- Donji Meljani – 218 obyvatel
- Golenić – 17 obyvatel
- Gornji Miholjac – 213 obyvatel
- Ivanbrijeg – 29 obyvatel
- Kozice – 408 obyvatel
- Lukavac – 80 obyvatel
- Markovo – 118 obyvatel
- Medinci – 155 obyvatel
- Novi Senkovac – 230 obyvatel
- Radosavci – 86 obyvatel
- Sladojevački Lug – 67 obyvatel
- Sladojevci – 641 obyvatel
- Slatina – 8 717 obyvatel

## Sousední obce
| Růžice kompasu | Sladojevci                | Bakić    | Grabić Medinci Novi Senkovac | Růžice kompasu |
| Růžice kompasu | Radosavci Lukavac         | Sever    | Gornje Viljevo               | Růžice kompasu |
| Růžice kompasu | Radosavci Lukavac         | Slatina  | Gornje Viljevo               | Růžice kompasu |
| Růžice kompasu | Radosavci Lukavac         | Jih      | Gornje Viljevo               | Růžice kompasu |
| Růžice kompasu | Ivanbrijeg Golenić Bokane | Ćeralije | Kozice                       | Růžice kompasu |